# Cordyline pumilio
Cordyline pumilio är en sparrisväxtart som beskrevs av Joseph Dalton Hooker.
Cordyline pumilio ingår i släktet Cordyline och familjen sparrisväxter. Inga underarter finns listade i Catalogue of Life.